# 北克基拉
北克基拉（希臘語：Βόρεια Κέρκυρα），是希腊伊奧尼亞群島大區克基拉专区的一个市镇，市镇面积为205.3平方公里，2011年人口数量为17,832人。该市镇位于克基拉島的北部，行政中心为阿哈拉维村。

## 行政
北克基拉市镇成立于2019年的地方政府改革中。当时原有的克基拉市镇分成三个新的市镇。北克基拉市镇再下分为4个市区。